# Helmut Arpke
Helmut Arpke (Graudenz, 3 de março de 1917 — Schaikowka, 16 de janeiro de 1942) foi um oficial alemão que serviu na Luftwaffe durante a Segunda Guerra Mundial. Foi condecorado com a Cruz de Cavaleiro da Cruz de Ferro.

## Condecorações
| Cruz de Ferro (1939) 2ª Classe     | 12 de maio de 1940 |
| Cruz de Ferro (1939) 1ª Classe     | 12 de maio de 1940 |
| Medalha da Frente Oriental         |                    |
| Cruz de Cavaleiro da Cruz de Ferro | 13 de maio de 1940 |